# O Foguete
O Foguete é uma revista temática sobre história, preservação e museologia ferroviária, publicada em Portugal desde 2002 e propriedade da AMF- Associação de Amigos do Museu Nacional Ferroviário, tendo iniciado a sua publicação no primeiro trimestre de 2002.
Refletindo tendências gerais nas formas de comunicação interna e informação temática em comunidades informais sem fins lucrativos em Portugal, até 2016 haviam sido publicados 18 números (de 0 a 17), datando o mais recente de 2007 (outubro a dezembro).
O nome da publicação foi escolhido em homenagem a um prestigioso comboio Lisboa-Porto, tal como circulou em 1953-1966: constituído por uma automotora a diesel de marca Fiat (que apresentava requintes de luxo  como o ar condicionado, um bar e serviço de refeições no lugar  inéditos em Portugal naquela época),[carece de fontes?] cujo desenho estilizado aparece como logótipo na capa desta revista.